# Apple Cinema Display

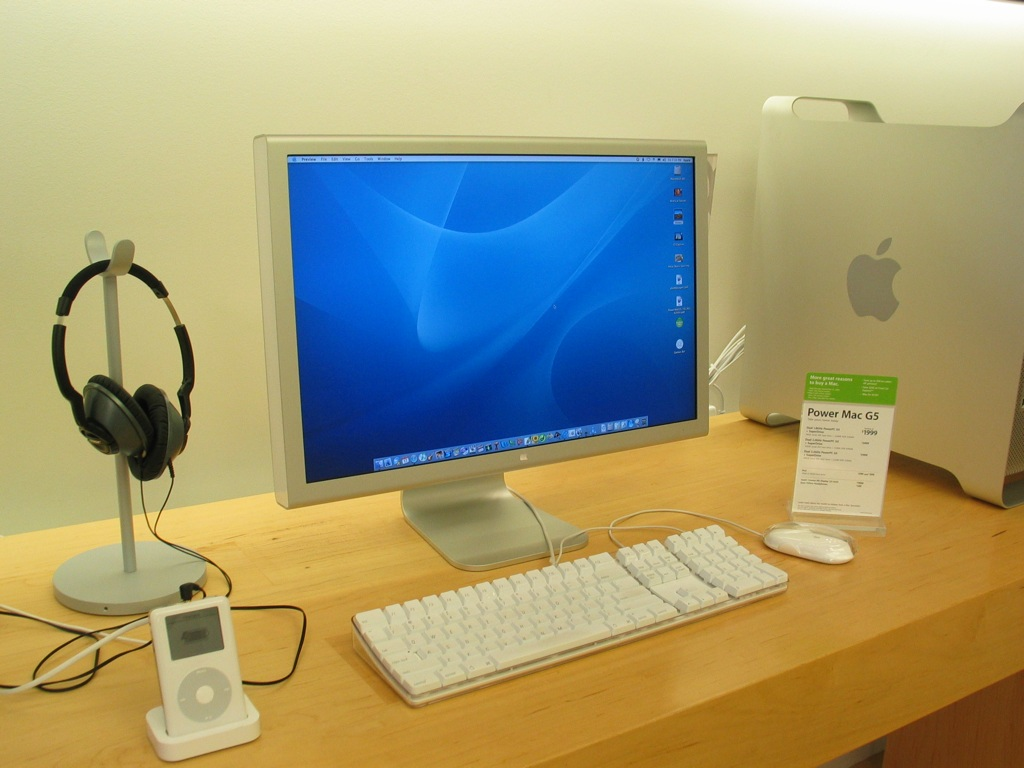
Monitor Apple Cinema Display

Apple Cinema Display je skupina plochých monitorů vyráběných společností Apple Computer. Starší modely byly vybaveny konektorem ADC, který spostredkovával propojení pro DVI, USB a 25-voltový napájecí adaptér. Dnešní modely již využívají kvůli lepší kompatibilitě standardní připojení prostřednictvím DVI. Starší modely měly průhledný plastový rám, současné modely mají hliníkový rám i podstavec, ladící s designem počítačů Power Mac G5.
Širokoúhlé monitory Apple Cinema Display se vyrábějí s úhlopříčkami 20, 23 a 30 palců. Jsou kompatibilní s počítači s operačními systémy Microsoft Windows a Mac OS X. Připojení 30-palcového monitoru je však o něco komplikovanější, neboť vyžaduje tzv. dvoulinkové DVI, které je dostupné pouze na několika vysoce výkonných grafických kartách.
Všechny současné modely disponují dvěma rozhraními pro FireWire a dvěma pro USB verze 2.0.